# إدراسن (سكورة مداز)
إدراسن هي إحدى مشيخات المملكة المغربية، تتبع جغرافيا لإقليم بولمان وإداريًا لسكورة مداز. يقدر عدد سكانها بـ 1476 نسمة حسب الإحصاء الرسمي للسكان والسكنى لسنة 2004.